# Ernst-Ludwig Thienemann
Ernst-Ludwig Thienemann (* 7. November 1898 in Gotha; † 27. Juni 1964) war ein deutscher Flottillenadmiral der Bundesmarine.

## Leben

### Militärische Laufbahn

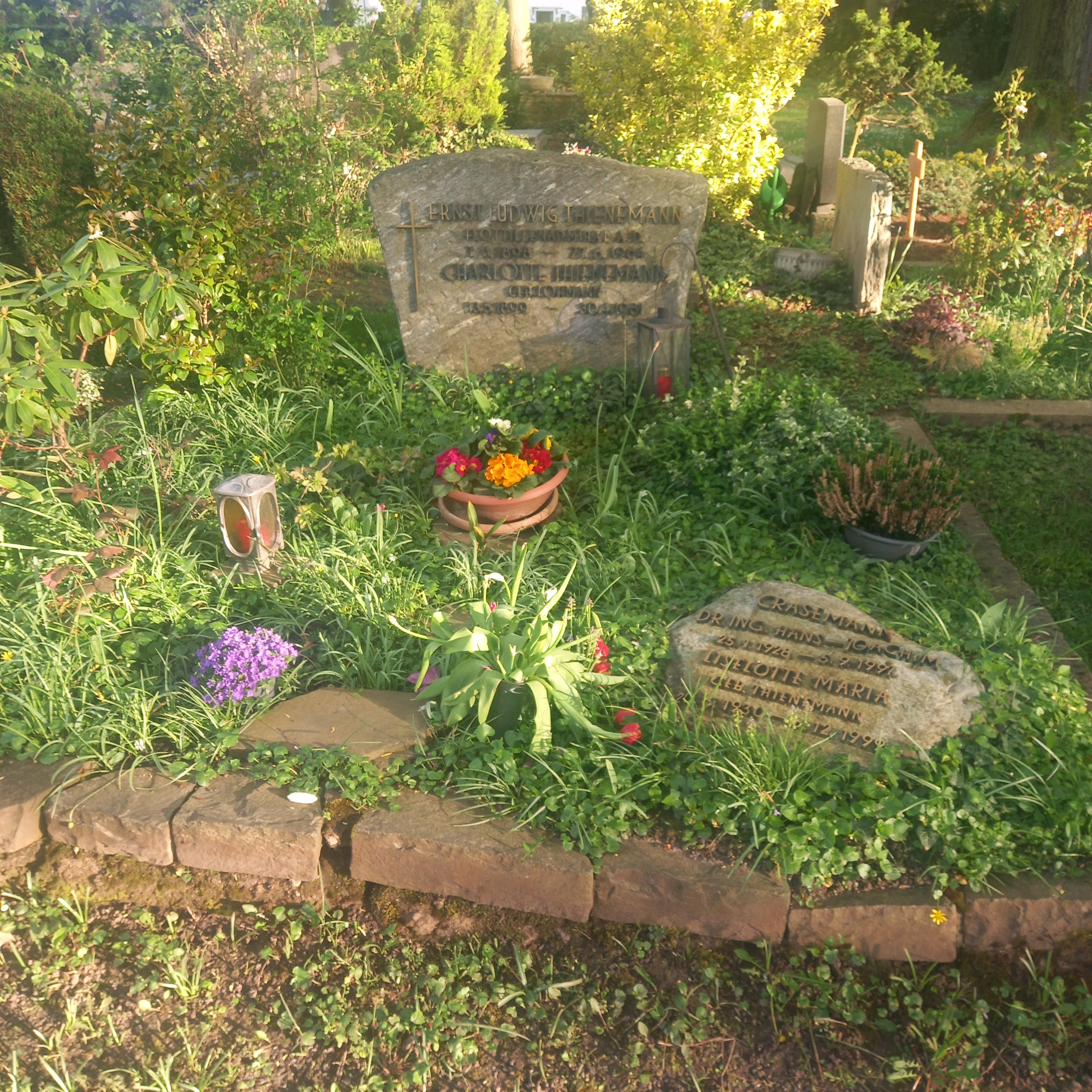
Das Grab von Ernst-Ludwig Thienemann und seiner Ehefrau Charlotte geborene Lohmann im Familiengrab auf dem Friedhof Rüngsdorf in Bonn

Ernst-Ludwig Thienemann trat am 2. Januar 1917 in die Kaiserliche Marine ein. Bis Juni 1917 besuchte er die Marineschule und war auf das Schulschiff Freya kommandiert. Bis Kriegsende war er dann auf dem Großen Kreuzer Moltke. Zum 16. November 1917 war er zum Fähnrich zur See ernannt worden. Zum Dezember 1918 wurde er zur Reserve entlassen und am 21. Januar 1920 aus der Marine verabschiedet. Am 9. September 1920 erhielt er den Charakter als Leutnant zur See verliehen.
In der Reichsmarine war er als Oberleutnant zur See, ab 1. Juli 1933 als Kapitänleutnant, von September 1932 für zwei Jahre Kommandant der Falke.
1936 war er als Artillerieoffizier auf der Deutschland und wurde hier am 1. April 1937 Korvettenkapitän. Von Oktober 1938 bis April 1942 war er Referent im K III und der Flottenabteilung (A V) im Marinekommandoamt.
Er wurde im April 1942, im gleichen Jahr Anfang September zum Kapitän zur See befördert, Kommandant des Hilfskreuzers Coronel (Schiff 14), welchen er Ende 1942 für die Kriegsmarine in Dienst stellte und welcher aber bis Februar 1943 nicht in den Atlantik durchbrechen konnte und daher, schwer beschädigt, keinen Kampfeinsatz erlebte. Anschließend gab Thienemann das Kommando wieder ab. Für ein Jahr war er von März 1943 an Abteilungschef im Skl A I S (Kommandoabteilung See) des OKM.
Vom 5. April 1944 bis 9. April 1945 war er letzter Kommandant des Panzerschiffs Admiral Scheer. Die Admiral Scheer wurde Anfang 1945 für die Evakuierung nach Swinemünde eingesetzt und kenterte am 9. April 1945 nach Bombentreffern im äußeren Bauhafen der Deutschen Werke Kiel (DWK). Anschließend war er stellvertretender Befehlshaber der Ausbildungsverbände der Flotte und ab 18. April 1945 in Swinemünde mit der Aufstellung und Führung eines Flak-Regiments beauftragt, welches aus Personal von stillgelegten Schiffen, u. a. der Lützow, bestand. Am 19. September 1947 wurde er aus der Kriegsgefangenschaft entlassen. Er wurde anschließend in den Deutschen Minenräumdienst übernommen und war hier als Nachfolger von Kapitän zur See Alfred Schumann Leiter der Personalabteilung.
Von 1956, ab 1957 Flottillenadmiral, bis 1960 war er in der Bundesmarine. Von Mai 1956 bis Juni 1957 war er als Kapitän zur See Leiter des Referats Allgemeine Grund- und Fachausbildung im Bundesverteidigungsministerium in Bonn. Anschließend war er als Nachfolger von Flottillenadmiral Heinrich Gerlach Leiter der Unterabteilung B im Führungsstab der Marine (Fü M) und wurde in dieser Position zum Flottillenadmiral befördert. Von Februar 1958 bis September 1960 war er dort im Fü M Leiter der Unterabteilung III (Organisation).

### Familie
Am 23. September 1926 heiratete er Lotte Lohmann.

## Werke (Auswahl)
- Der deutsche Minenräumdienst. In: Marine-Rundschau  58, Heft 1, 1961, S. 29 ff.